# Гриб, Андрей Анатольевич
Андрей Анатольевич Гриб (28 марта 1939, Томск — 8 июня 2024, Санкт-Петербург) — советский и российский физик-теоретик, специалист в области космологии, физики элементарных частиц. 
В 1961 году окончил физический факультет ЛГУ. Доктор физико-математических наук, профессор, автор ряда статей по космологии и физике элементарных частиц.
Заведующий Лабораторией теоретической физики имени А. А. Фридмана РГПУ.
Автор идеи о возникновении ненулевой космологической постоянной в результате изменения вакуума при спонтанном нарушении симметрии в физике элементарных частиц.
Умер 8 июня 2024 года после продолжительной болезни в возрасте 85 лет.